# Tectaria hymenophylla
Tectaria hymenophylla är en ormbunkeart som först beskrevs av Richard Henry Beddome, och fick sitt nu gällande namn av Holtt. Tectaria hymenophylla ingår i släktet Tectaria och familjen Tectariaceae. Inga underarter finns listade.